# Eduardo Lakerman
Eduardo R.Lakerman – argentyński zapaśnik walczący w obu stylach. 
Zajął czwarte miejsce na igrzyskach panamerykańskich w 1991 i 1995. Czwarty na mistrzostwach panamerykańskich w 1994.  Złoty i srebrny medalista igrzysk Ameryki Południowej w 1990 i srebrny w 1994. Zdobył dwa medale mistrzostw Ameryki Południowej w 1990 roku.